# Simpbådan, Vasa
Simpbådan är en ö i Finland. Den ligger i Norra kvarken och i kommunen Vasa i landskapet Österbotten, i den västra delen av landet. Ön ligger nära Vasa och omkring 380 kilometer nordväst om Helsingfors.
Öns area är 0,6 hektar och dess största längd är 100 meter i nord-sydlig riktning. Runt Simpbådan är det tätbefolkat, med 343 invånare per kvadratkilometer. Närmaste större samhälle är Vasa, 8,7 km öster om Simpbådan.